# Lijst van administratieve eenheden in Phú Yên
Deze lijst bevat een overzicht van administratieve eenheden in Phú Yên (Vietnam).
De provincie Phú Yên ligt in het midden van Vietnam, aan de Zuid-Chinese Zee. De oppervlakte van de provincie bedraagt 5060,57 km² en Phú Yên telt ruim 87.000 inwoners. Phú Yên is onderverdeeld in een stad, een thị xã en zeven huyện.

## Stad

### Thành phốTuy Hòa
- Phường 1
- Phường 2
- Phường 3
- Phường 4
- Phường 5
- Phường 6
- Phường 7
- Phường 8
- Phường 9
- Phường Phú Đong
- Phường Phú Lâm
- Phường Phú Thạnh
- Xã An Phú
- Xã Bình Kiến
- Xã Bình Ngọc
- Xã Hòa Kiến

## Thị xã

### Thị xãSông Cầu
1. Phường Xuân Đài
2. Phường Xuân Phú
3. Phường Xuân Thành
4. Phường Xuân Yên
5. Xã Xuân Bình
6. Xã Xuân Cảnh
7. Xã Xuân Hải
8. Xã Xuân Hòa
9. Xã Xuân Lâm
10. Xã Xuân Lộc
11. Xã Xuân Phương
12. Xã Xuân Thịnh
13. Xã Xuân Thọ 1
14. Xã Xuân Thọ 2

## Huyện

### Huyện Đông Hòa
- Xã Hòa Xuân Đông
- Xã Hòa Hiệp Bắc
- Xã Hòa Hiệp Nam
- Xã Hòa Hiệp Trung
- Xã Hòa Tâm
- Xã Hòa Tân Đông
- Xã Hòa Thành
- Xã Hoà Vinh
- Xã Hòa Xuân Nam
- Xã Hòa Xuân Tây

### Huyện Đồng Xuân
- Thị trấn La Hai
- Xã Đa Lộc
- Xã Phú Mỡ
- Xã Xuân Lãnh
- Xã Xuân Long
- Xã Xuân Phước
- Xã Xuân Quang 1
- Xã Xuân Quang 2
- Xã Xuân Quang 3
- Xã Xuân Sơn Bắc
- Xã Xuân Sơn Nam

### Huyện Phú Hòa
- Thị trấn Phú Hòa
- Xã Hòa An
- Xã Hòa Định Đông
- Xã Hòa Định Tây
- Xã Hòa Hội
- Xã Hòa Quang Bắc
- Xã Hòa Quang Nam
- Xã Hòa Thắng
- Xã Hòa Trị

### Huyện Sơn Hòa
- Thị trấn Củng Sơn
- Xã Cà Lúi
- Xã Ea Chà Rang
- Xã Krông Pa
- Xã Phước Tân (Phú Yên)
- Xã Sơn Định
- Xã Sơn Hà
- Xã Sơn Hội
- Xã Sơn Long
- Xã Sơn Nguyên
- Xã Sơn Phước
- Xã Sơn Xuân
- Xã Suối Bạc
- Xã Suối Trai

### Huyện Sông Hinh
- Thị trấn Hai Riêng
- Xã Đức Bình Đông
- Xã Đức Bình Tây
- Xã Ea Bá
- Xã Ea Bar
- Xã Ea Bia
- Xã Ea Lâm
- Xã Ea Ly
- Xã Ea Trol
- Xã Sơn Giang
- Xã Sông Hinh

### Huyện Tây Hòa
- Xã Hòa Bình 2
- Xã Hòa Bình 1
- Xã Hòa Đồng
- Xã Hòa Mỹ Đông
- Xã Hòa Mỹ Tây
- Xã Hòa Phong
- Xã Hòa Phú
- Xã Hòa Tân Tây
- Xã Hòa Thịnh
- Xã Sơn Thành Đông
- Xã Sơn Thành Tây

### Huyện Tuy An
- Thị trấn Chí Thạnh
- Xã An Chấn
- Xã An Cư
- Xã An Dân
- Xã An Định
- Xã An Hải
- Xã An Hiệp
- Xã An Hòa
- Xã An Lĩnh
- Xã An Mỹ
- Xã An Nghiệp
- Xã An Ninh Đông
- Xã An Ninh Tây
- Xã An Thạch
- Xã An Thọ
- Xã An Xuân